# Ohrazenice (Příbrami járás)
Ohrazenice település Csehországban, a Příbrami járásban. Ohrazenice Křešín és Jince településekkel határos. Lakosainak száma 310 fő (2024. január 1.).

## Népesség
A település lakosságának változását az alábbi diagram mutatja:
| Lakosok száma | 628  | 558  | 497  | 283  | 207  | 234  | 284  | 291  | 293  | 310  |
|               | 1869 | 1890 | 1921 | 1950 | 1980 | 2001 | 2017 | 2019 | 2022 | 2024 |